# Copa del Emperador 2007
La 87.ª Copa del Emperador (第87回天皇杯全日本サッカー選手権大会 Dai 87-kai Tennōhai Zennihon Sakkā Senshuken Taikai?) fue la edición 2007 de dicha competición de fútbol, la más antigua de Japón. El torneo comenzó el 16 de septiembre de 2007 y terminó el 1 de enero de 2008.
El campeón fue Kashima Antlers, tras vencer en la final a Sanfrecce Hiroshima. De esta manera, el conjunto de la prefectura de Ibaraki volvió a dar la vuelta olímpica luego de siete años, al mismo tiempo que obtenía el doblete. Por ello, disputó la Supercopa de Japón 2008 ante Sanfrecce Hiroshima, finalista de esta edición de la Copa del Emperador, y clasificó a la Liga de Campeones de la AFC 2008.

## Calendario
| Etapa            | Fechas                             | Número de equipos participantes | Observaciones                                                                                                   |
| ---------------- | ---------------------------------- | ------------------------------- | --- |
| Primera ronda    | 16 (17) de septiembre de 2007      | 40 (1+39) → 20                  | - 1: universidad - 39: ganadores de copas prefecturales                                                         |
| Segunda ronda    | 23 (22 y 24) de septiembre de 2007 | 28 (8+20) → 14                  | - 8: ganadores de copas prefecturales no participantes en la fase anterior - 20: vencedores de la Primera ronda |
| Tercera ronda    | 7 de octubre de 2007               | 28 (13+1+14) → 14               | - 13: clubes de la J2 - 1: club cabeza de serie de la JFL - 14: ganadores de la Segunda ronda                   |
| Cuarta ronda     | 4 (7 y 28) de noviembre de 2007    | 32 (18+14) → 16                 | - 18: clubes de la J1 - 14: ganadores de la Tercera ronda                                                       |
| Quinta ronda     | 8 (15) de diciembre de 2007        | 16 → 8                          | - Participación de los ganadores de la Cuarta ronda                                                             |
| Cuartos de final | 22 de diciembre de 2007            | 8 → 4                           | - Participación de los ganadores de la quinta ronda                                                             |
| Semifinales      | 29 de diciembre de 2007            | 4 → 2                           | - Participación de los ganadores de los cuartos de final                                                        |
| Final            | 1 de enero de 2008                 | 2 → 1                           | - Participación de los ganadores de las semifinales                                                             |

1. ↑  Sólo para el partido número 18.
2. ↑  Sólo para el partido número 29.
3. ↑  Sólo para el partido número 31.
4. ↑  Sólo para los partidos de los equipos finalistas de la Copa J. League 2007 (Gamba Osaka y Kawasaki Frontale).
5. ↑  Sólo para el partido número 57, debido a que uno de los equipos implicados disputó la final de la Liga de Campeones de la AFC 2007 (Urawa Red Diamonds).
6. ↑  Sólo para el partido número 68, debido a que uno de los equipos implicados disputó la promoción J1/J2 (Sanfrecce Hiroshima).

## Equipos participantes

### J. League Division 1
- Kashima Antlers
- Urawa Red Diamonds
- Omiya Ardija
- JEF United Chiba
- Kashiwa Reysol
- F.C. Tokyo
- Kawasaki Frontale
- Yokohama F. Marinos
- Yokohama F.C.
- Ventforet Kofu
- Albirex Niigata
- Shimizu S-Pulse
- Júbilo Iwata
- Nagoya Grampus Eight
- Gamba Osaka
- Vissel Kobe
- Sanfrecce Hiroshima
- Oita Trinita

### J. League Division 2
- Consadole Sapporo
- Vegalta Sendai
- Montedio Yamagata
- Mito HollyHock
- Thespa Kusatsu
- Tokyo Verdy 1969
- Shonan Bellmare
- Kyoto Sanga
- Cerezo Osaka
- Tokushima Vortis
- Ehime F.C.
- Avispa Fukuoka
- Sagan Tosu

### Japan Football League
- Sagawa Express S.C.

### Universidades
- Universidad Ryūtsū Keizai

### Representantes de las prefecturas
- F.C. Kariya
- TDK
- Universidad de Hachinohe
- Universidad Juntendō
- Hisaeda F.C.
- Maruoka Phoenix
- Universidad de Educación de Fukuoka
- Viancone Fukushima
- F.C. Gifu
- Tonan SC Gunma
- Universidad Hiroshima Shūdō
- Barefoot Hokkaido
- Banditonce Kobe
- Universidad de Tsukuba
- Zweigen Kanazawa
- Ganju Iwate
- Kamatamare Sanuki
- Instituto Nacional de Fitness y Deportes en Kanoya
- Toho Titanium
- Sagawa Printing S.C.
- Universidad de Kōchi
- Rosso Kumamoto
- Universidad de Yokkaichi
- Sony Sendai
- Honda Lock
- Ohara Gakuen JaSRA
- V-Varen Nagasaki
- Universidad de Tenri
- JAPAN Soccer College
- Oita Trinita sub-18
- Mitsubishi Motors Mizushima
- Okinawa Kariyushi
- Universidad de Salud y Ciencias del Deporte de Osaka
- Universidad de Saga
- Saitama S.C.
- F.C. Mi-O Biwako Kusatsu
- F.C. Central Chugoku
- Honda F.C.
- Tochigi S.C.
- Universidad de Meiji
- Tokushima Vortis Amateur
- Gainare Tottori
- ALO's Hokuriku
- Escuela Secundaria de Wakayama de la Universidad de Kinki
- Universidad de Yamagata
- Renofa Yamaguchi
- Nirasaki Astros

## Resultados

### Primera ronda
| Fecha           | Ciudad | Local        | Resultado | Visitante    |
| --------------- | ------ | ------------ | --------- | ------------ |
| 1 de septiembre |        | Bandera de ? |           | Bandera de ? |
| 1 de septiembre |        | Bandera de ? |           | Bandera de ? |
| 1 de septiembre |        | Bandera de ? |           | Bandera de ? |
| 1 de septiembre |        | Bandera de ? |           | Bandera de ? |
| 1 de septiembre |        | Bandera de ? |           | Bandera de ? |
| 1 de septiembre |        | Bandera de ? |           | Bandera de ? |
| 1 de septiembre |        | Bandera de ? |           | Bandera de ? |
| 1 de septiembre |        | Bandera de ? |           | Bandera de ? |
| 1 de septiembre |        | Bandera de ? |           | Bandera de ? |
| 1 de septiembre |        | Bandera de ? |           | Bandera de ? |
| 1 de septiembre |        | Bandera de ? |           | Bandera de ? |
| 1 de septiembre |        | Bandera de ? |           | Bandera de ? |
| 1 de septiembre |        | Bandera de ? |           | Bandera de ? |
| 1 de septiembre |        | Bandera de ? |           | Bandera de ? |
| 1 de septiembre |        | Bandera de ? |           | Bandera de ? |
| 1 de septiembre |        | Bandera de ? |           | Bandera de ? |
| 1 de septiembre |        | Bandera de ? |           | Bandera de ? |
| 1 de septiembre |        | Bandera de ? |           | Bandera de ? |
| 1 de septiembre |        | Bandera de ? |           | Bandera de ? |
| 1 de septiembre |        | Bandera de ? |           | Bandera de ? |

### Segunda ronda
| Fecha            | Ciudad      | Local                                                | Resultado | Visitante                                                 |
| ---------------- | ----------- | ---------------------------------------------------- | --------- | --------------------------------------------------------- |
| 23 de septiembre | Futaba      | V-Varen Nagasaki                                     | 5:0       | Universidad de Hachinohe                                  |
| 23 de septiembre | Miki        | Banditonce Kobe                                      | 6:2       | Universidad de Tenri                                      |
| 23 de septiembre | Matsue      | Gainare Tottori                                      | 1:3       | Instituto Nacional de Fitness y Deportes en Kanoya        |
| 23 de septiembre | Sapporo     | Universidad de Salud y Ciencias del Deporte de Osaka | 1:2       | F.C. Gifu                                                 |
| 23 de septiembre | Okinawa     | Okinawa Kariyushi                                    | 3:1       | JAPAN Soccer College                                      |
| 23 de septiembre | Takamatsu   | Mitsubishi Motors Mizushima                          | 0:2       | TDK                                                       |
| 23 de septiembre | Utsunomiya  | Tochigi S.C.                                         | 2:1       | F.C. Mi-O Biwako Kusatsu                                  |
| 23 de septiembre | Hitachinaka | Universidad de Tsukuba                               | 3:0       | Tokushima Vortis Amateur                                  |
| 22 de septiembre | Ichinomiya  | F.C. Kariya                                          | 0:1       | Zweigen Kanazawa                                          |
| 23 de septiembre | Shizuoka    | Honda F.C.                                           | 2:0       | Saitama S.C.                                              |
| 24 de septiembre | Miyazaki    | Honda Lock                                           | 3:1       | Escuela Secundaria de Wakayama de la Universidad de Kinki |
| 23 de septiembre | Yamato      | Toho Titanium                                        | 0:2       | Universidad Juntendō                                      |
| 23 de septiembre | Takaoka     | ALO's Hokuriku                                       | 2:0       | Sagawa Printing S.C.                                      |
| 23 de septiembre | Tokio       | Universidad de Meiji                                 | 3:2       | Sony Sendai                                               |

### Tercera ronda
| Fecha        | Ciudad    | Local               | Resultado    | Visitante                                          |
| ------------ | --------- | ------------------- | ------------ | -------------------------------------------------- |
| 7 de octubre | Hiratsuka | Shonan Bellmare     | 3:0          | V-Varen Nagasaki                                   |
| 7 de octubre | Moriyama  | Sagawa Express S.C. | 4:0          | Banditonce Kobe                                    |
| 7 de octubre | Tendō     | Montedio Yamagata   | 3:0          | Instituto Nacional de Fitness y Deportes en Kanoya |
| 7 de octubre | Naruto    | Tokushima Vortis    | 2:0          | F.C. Gifu                                          |
| 7 de octubre | Matsuyama | Ehime F.C.          | 1:0 (t.s.)   | Okinawa Kariyushi                                  |
| 7 de octubre | Sapporo   | Consadole Sapporo   | (9) 1:1 (10) | TDK                                                |
| 7 de octubre | Fukuoka   | Avispa Fukuoka      | 4:0          | Tochigi S.C.                                       |
| 7 de octubre | Saga      | Sagan Tosu          | 1:0          | Universidad de Tsukuba                             |
| 7 de octubre | Naka      | Mito HollyHock      | 1:0          | Zweigen Kanazawa                                   |
| 7 de octubre | Chōfu     | Tokyo Verdy 1969    | 0:1 (t.s.)   | Honda F.C.                                         |
| 7 de octubre | Osaka     | Cerezo Osaka        | 4:2          | Honda Lock                                         |
| 7 de octubre | Sendai    | Vegalta Sendai      | 1:2 (t.s.)   | Universidad Juntendō                               |
| 7 de octubre | Maebashi  | Thespa Kusatsu      | (5) 0:0 (4)  | ALO's Hokuriku                                     |
| 7 de octubre | Kioto     | Kyoto Sanga         | 0:1          | Universidad de Meiji                               |

### Cuarta ronda
| Fecha           | Ciudad   | Local                | Resultado   | Visitante            |
| --------------- | -------- | -------------------- | ----------- | -------------------- |
| 7 de noviembre  | Suita    | Gamba Osaka          | (5) 2:2 (3) | Montedio Yamagata    |
| 4 de noviembre  | Chiba    | JEF United Chiba     | 1:3         | Oita Trinita         |
| 4 de noviembre  | Shizuoka | Shimizu S-Pulse      | (5) 3:3 (4) | Universidad de Meiji |
| 4 de noviembre  | Yokohama | Yokohama F. Marinos  | 4:1         | Sagawa Express S.C.  |
| 4 de noviembre  | Niigata  | Albirex Niigata      | 2:3         | Sagan Tosu           |
| 4 de noviembre  | Chōfu    | F.C. Tokyo           | 2:1         | TDK S.C.             |
| 4 de noviembre  | Iwata    | Júbilo Iwata         | 6:1         | Universidad Juntendō |
| 4 de noviembre  | Tottori  | Sanfrecce Hiroshima  | 3:0         | Shonan Bellmare      |
| 28 de noviembre | Saitama  | Urawa Red Diamonds   | 0:2         | Ehime F.C.           |
| 4 de noviembre  | Toyama   | Omiya Ardija         | 0:2         | Yokohama F.C.        |
| 7 de noviembre  | Kawasaki | Kawasaki Frontale    | 3:0         | Cerezo Osaka         |
| 4 de noviembre  | Kōbe     | Vissel Kobe          | 2:0         | Avispa Fukuoka       |
| 4 de noviembre  | Kashima  | Kashima Antlers      | 2:0         | Mito HollyHock       |
| 4 de noviembre  | Kōfu     | Ventforet Kofu       | 3:1 (t.s.)  | Tokushima Vortis     |
| 4 de noviembre  | Kashiwa  | Kashiwa Reysol       | 2:3 (t.s.)  | Honda F.C.           |
| 4 de noviembre  | Nagoya   | Nagoya Grampus Eight | 3:1         | Thespa Kusatsu       |

### Quinta ronda
| Fecha           | Ciudad    | Local             | Resultado  | Visitante            |
| --------------- | --------- | ----------------- | ---------- | -------------------- |
| 8 de diciembre  | Chiba     | Gamba Osaka       | 3:1        | Oita Trinita         |
| 8 de diciembre  | Okayama   | Shimizu S-Pulse   | 5:3 (t.s.) | Yokohama F. Marinos  |
| 8 de diciembre  | Marugame  | Sagan Tosu        | 1:2        | F.C. Tokyo           |
| 15 de diciembre | Hiroshima | Júbilo Iwata      | 0:2        | Sanfrecce Hiroshima  |
| 8 de diciembre  | Isahaya   | Ehime F.C.        | 2:1        | Yokohama F.C.        |
| 8 de diciembre  | Kōbe      | Kawasaki Frontale | 3:0        | Vissel Kobe          |
| 8 de diciembre  | Kashima   | Kashima Antlers   | 2:1 (t.s.) | Ventforet Kofu       |
| 8 de diciembre  | Matsue    | Honda F.C.        | 2:0        | Nagoya Grampus Eight |

### Cuartos de final
| Fecha           | Ciudad   | Estadio              | Local           | Resultado  | Visitante           |
| --------------- | -------- | -------------------- | --------------- | ---------- | ------------------- |
| 22 de diciembre | Osaka    | Estadio Nagai        | Gamba Osaka     | 1:0 (t.s.) | Shimizu S-Pulse     |
| 23 de diciembre | Kumamoto | Estadio KKWing       | F.C. Tokyo      | 0:2        | Sanfrecce Hiroshima |
| 23 de diciembre | Saitama  | Estadio Saitama 2002 | Ehime F.C.      | 0:2        | Kawasaki Frontale   |
| 22 de diciembre | Sendai   | Estadio Yurtec       | Kashima Antlers | 1:0 (t.s.) | Honda F.C.          |

| 22 de diciembre de 2007, 13:04 | Gamba Osaka | 1:0 (t. s.) | Shimizu S-Pulse | Estadio Nagai, Osaka                                        |                                                             |
|                                | Terada 92'  | Reporte     |                 | Asistencia: 8.575 espectadores Árbitro(s): Yūichi Nishimura | Asistencia: 8.575 espectadores Árbitro(s): Yūichi Nishimura |

| 23 de diciembre de 2007, 15:04 | F.C. Tokyo | 0:2 (0:2) | Sanfrecce Hiroshima        | Estadio KKWing, Kumamoto                                      |                                                               |
|                                |            | Reporte   | Kashiwagi 13' · Komano 37' | Asistencia: 5.148 espectadores Árbitro(s): Kazuhiko Matsumura | Asistencia: 5.148 espectadores Árbitro(s): Kazuhiko Matsumura |

| 23 de diciembre de 2007, 13:04 | Ehime F.C. | 0:2 (0:1) | Kawasaki Frontale        | Estadio Saitama 2002, Saitama                             |                                                           |
|                                |            | Reporte   | Ōhashi 43' · Juninho 65' | Asistencia: 8.484 espectadores Árbitro(s): Hisahito Okano | Asistencia: 8.484 espectadores Árbitro(s): Hisahito Okano |

| 22 de diciembre de 2007, 15:04 | Kashima Antlers | 1:0 (t. s.) | Honda F.C. | Estadio Yurtec, Sendai                                   |                                                          |
|                                | Yanagisawa 110' | Reporte     |            | Asistencia: 8.573 espectadores Árbitro(s): Hajime Matsuo | Asistencia: 8.573 espectadores Árbitro(s): Hajime Matsuo |

### Semifinales
| Fecha           | Ciudad   | Estadio          | Local             | Resultado | Visitante           |
| --------------- | -------- | ---------------- | ----------------- | --------- | ------------------- |
| 29 de diciembre | Shizuoka | Estadio Ecopa    | Gamba Osaka       | 1:3       | Sanfrecce Hiroshima |
| 29 de diciembre | Tokio    | Estadio Nacional | Kawasaki Frontale | 0:1       | Kashima Antlers     |

| 29 de diciembre de 2007, 13:05 | Gamba Osaka | 1:3 (1:2) | Sanfrecce Hiroshima                      | Estadio Ecopa, Shizuoka                                   |                                                           |
|                                | Baré 39'    | Reporte   | Satō 0' · Hirashige 38' · Takayanagi 89' | Asistencia: 6.128 espectadores Árbitro(s): Masaaki Iemoto | Asistencia: 6.128 espectadores Árbitro(s): Masaaki Iemoto |

| 29 de diciembre de 2007, 15:04 | Kawasaki Frontale | 0:1 (0:0) | Kashima Antlers | Estadio Nacional, Tokio                                 |                                                         |
|                                |                   | Reporte   | Motoyama 72'    | Asistencia: 22.457 espectadores Árbitro(s): Minoru Tōjō | Asistencia: 22.457 espectadores Árbitro(s): Minoru Tōjō |

### Final
| Fecha              | Ciudad | Estadio          | Local               | Resultado | Visitante       |
| ------------------ | ------ | ---------------- | ------------------- | --------- | --------------- |
| 1 de enero de 2008 | Tokio  | Estadio Nacional | Sanfrecce Hiroshima | 0:2       | Kashima Antlers |

| 1 de enero de 2008, 14:02 | Sanfrecce Hiroshima | 0:2 (0:1) | Kashima Antlers        | Estadio Nacional, Tokio                                 |                                                         |
|                           |                     | Reporte   | Uchida 8' · Danilo 89' | Asistencia: 46.357 espectadores Árbitro(s): Kenji Ōgiya | Asistencia: 46.357 espectadores Árbitro(s): Kenji Ōgiya |

|                                     |
| Bandera de Prefectura de Ibaraki    |
| Campeón Kashima Antlers 3.er título |